# Steve Heinze
Pour les articles homonymes, voir Heinze (homonymie).
Stephen Heinze, dit Steve Heinze, (né le 30 janvier 1970 à Lawrence) est un joueur professionnel américain de hockey sur glace. Il évoluait au poste d'ailier droit.

## Biographie
Heinze est repêché en 1988 par les Bruins de Boston au 60e rang lors du troisième tour du repêchage d'entrée dans la Ligue nationale de hockey alors qu'il évoluait pour Lawrence Academy. Il rejoint Boston College après avoir été repêché et joue pour l'équipe de hockey des Eagles. Lors de son parcours à l'université, il a joué sur une ligne aux côtés de David Emma et Marty McInnis, surnommé la « HEM line ». En 1989-1990, le trio termine parmi les dix meilleurs pointeurs de la division Hockey East, Heinze ayant terminé troisième après avoir réalisé 63 points.
En 1991, il quitte Boston College et rejoint l'équipe nationale américaine afin de se préparer pour les Jeux olympiques d'hiver de 1992 ayant lieu à Albertville en France, tournoi où son équipe finit à la quatrième place après une défaite en finale de consolation. En mars 1992, il rejoint les Bruins avec lesquels il fait ses débuts dans la LNH.
Il joue neuf saisons avec les Bruins avant d'être réclamé par les Blue Jackets de Columbus en 2000 à l'occasion du repêchage d'expansion après avoir été laissé sans protection par les Bruins. Il ne termine cependant pas la saison 2000-2001 avec les Blue Jackets puisqu'il est échangé aux Sabres de Buffalo en mars 2001.
En juillet 2001, il rejoint les Kings de Los Angeles comme agent libre. Il manque une partie de la saison 2002-2003 à cause d'une commotion cérébrale et à l'issue de cette saison, les Kings rachètent son contrat. Il n'a pas rejoué par la suite.

## Statistiques

### En club
| Saison     | Équipe                   | Ligue      |     | Saison régulière | Saison régulière | Saison régulière | Saison régulière | Saison régulière |    | Séries éliminatoires | Séries éliminatoires | Séries éliminatoires | Séries éliminatoires | Séries éliminatoires |
| Saison     | Équipe                   | Ligue      | PJ  | B                | A                | Pts              | Pun              | PJ               | B  | A                    | Pts                  | Pun                  |                      |                      |
| 1988-1989  | Eagles de Boston College | HE         | 36  | 26               | 23               | 49               | 26               | -                | -  | -                    | -                    | -                    |                      |                      |
| 1989-1990  | Eagles de Boston College | HE         | 40  | 27               | 36               | 63               | 41               | -                | -  | -                    | -                    | -                    |                      |                      |
| 1990-1991  | Eagles de Boston College | HE         | 35  | 21               | 26               | 47               | 35               | -                | -  | -                    | -                    | -                    |                      |                      |
| 1991-1992  | Équipe des États-Unis    | Intl       | 49  | 18               | 15               | 33               | 38               | -                | -  | -                    | -                    | -                    |                      |                      |
| 1991-1992  | Bruins de Boston         | LNH        | 14  | 3                | 4                | 7                | 6                | 7                | 0  | 3                    | 3                    | 17                   |                      |                      |
| 1992-1993  | Bruins de Boston         | LNH        | 73  | 18               | 13               | 31               | 24               | 4                | 1  | 1                    | 2                    | 2                    |                      |                      |
| 1993-1994  | Bruins de Boston         | LNH        | 77  | 10               | 11               | 21               | 32               | 13               | 2  | 3                    | 5                    | 7                    |                      |                      |
| 1994-1995  | Bruins de Boston         | LNH        | 36  | 7                | 9                | 16               | 23               | 5                | 0  | 0                    | 0                    | 0                    |                      |                      |
| 1995-1996  | Bruins de Boston         | LNH        | 76  | 16               | 12               | 28               | 43               | 5                | 1  | 1                    | 2                    | 4                    |                      |                      |
| 1996-1997  | Bruins de Boston         | LNH        | 30  | 17               | 8                | 25               | 27               | -                | -  | -                    | -                    | -                    |                      |                      |
| 1997-1998  | Bruins de Boston         | LNH        | 61  | 26               | 20               | 46               | 54               | 6                | 0  | 0                    | 0                    | 6                    |                      |                      |
| 1998-1999  | Bruins de Boston         | LNH        | 73  | 22               | 18               | 40               | 30               | 12               | 4  | 3                    | 7                    | 0                    |                      |                      |
| 1999-2000  | Bruins de Boston         | LNH        | 75  | 12               | 13               | 25               | 36               | -                | -  | -                    | -                    | -                    |                      |                      |
| 2000-2001  | Blue Jackets de Columbus | LNH        | 65  | 22               | 20               | 42               | 38               | -                | -  | -                    | -                    | -                    |                      |                      |
| 2000-2001  | Sabres de Buffalo        | LNH        | 14  | 5                | 7                | 12               | 8                | 13               | 3  | 4                    | 7                    | 10                   |                      |                      |
| 2001-2002  | Kings de Los Angeles     | LNH        | 73  | 15               | 16               | 31               | 46               | 4                | 0  | 0                    | 0                    | 2                    |                      |                      |
| 2002-2003  | Kings de Los Angeles     | LNH        | 27  | 5                | 7                | 12               | 12               | -                | -  | -                    | -                    | -                    |                      |                      |
| 2002-2003  | Monarchs de Manchester   | LAH        | 18  | 8                | 9                | 17               | 12               | -                | -  | -                    | -                    | -                    |                      |                      |
| Totaux LNH | Totaux LNH               | Totaux LNH | 694 | 178              | 158              | 336              | 379              | 69               | 11 | 15                   | 26                   | 48                   |                      |                      |

### En équipe nationale
| Année | Compétition                 |   | PJ | B | A | Pts | Pun      |  | Résultat |
| 1989  | Championnat du monde junior | 7 | 2  | 1 | 3 | 2   | 5e place |  |          |
| 1992  | Jeux olympiques             | 8 | 1  | 3 | 4 | 8   | 4e place |  |          |
| 2000  | Championnat du monde        | 7 | 0  | 3 | 3 | 8   | 5e place |  |          |

## Trophées et honneurs personnels
- 1988-1989 : nommé dans l'équipe d'étoiles des recrues de Hockey East.
- 1989-1990 :
  - nommé dans la première équipe d'étoiles de Hockey East.
  - nommé dans la première équipe d'étoiles de la région est de la NCAAA.